# Sugihwaras (Ngancar)
Sugihwaras is een bestuurslaag in het regentschap Kediri van de provincie Oost-Java, Indonesië. Sugihwaras telt 3284 inwoners (volkstelling 2010).